# Norman Mailer
Norman Kingsley Mailer (Long Branch, 31 de janeiro de 1923 — Nova Iorque, 10 de novembro de 2007) foi um escritor e jornalista estadunidense, premiado duas vezes com o Prêmio Pulitzer. 
Mailer é considerado um dos pais da não-ficção criativa, também chamado de Novo Jornalismo, ao lado de escritores como Tom Wolfe e Truman Capote, vértice da literatura norte-americana.
Estudou engenharia aeronáutica na Universidade de Harvard, onde despertou interesse pela leitura e escrita através de artigos do jornal universitário.
Com fama e reconhecimento internacionais desde 1948, quando seu livro Os Nus e os Mortos (The Naked and the Dead), baseado em experiências vividas na Segunda Guerra Mundial, foi um best seller bastante elogiado pela crítica, Mailer foi duas vezes premiado com o Pulitzer: em 1968 com Os Exércitos da Noite (Armies of the Night) e em 1979 com A Canção do Carrasco (The Executioner's Song) sobre o condenado à morte Gary Gilmore.
Importante expoente da contracultura nos Estados Unidos dos anos 60, Mailer foi um dos fundadores do influente jornal alternativo The Village Voice e ativista contra a Guerra do Vietnam, o que lhe custou uma prisão. A biografia sobre Marilyn Monroe publicada em 1973 foi um de seus grandes sucessos de vendas e provocou enorme polêmica, com as afirmativas de que a morte da atriz teria sido causada pelo FBI e pela CIA, que condenavam seu suposto romance com o senador Robert Kennedy.
Morreu em 10 de novembro de 2007 no Hospital Monte Sinai, em Nova Iorque, aos 84 anos, vítima de problemas pulmonares.